# دانيال ريفيه
دانييل ريفيه من مواليد 14 سبتمبر 1942 في ليون ، هو مؤرخ فرنسي متخصص في شؤون المغرب العربي خلال الفترة الاستعمارية.

## مساره
بعد دراسته في ثانوية دو بارك وكلية الآداب في ليون، حصل دانيال ريفيه على شهادة التبريز في التاريخ عام 1966. في عام 1985، دافع عن أطروحة دكتوراه دولة تحت إشراف تشارلز روبرت أجرون(جامعة باريس XII) بعنوان «ليوطي ومؤسسة الحماية الفرنسية على المغرب 1912-1925». بدأ حياته المهنية كأستاذ بثانوية كارنو بديجون (1966-1967)، ثم عمل مساعدًا في كلية الآداب والعلوم الإنسانية في الرباط (1967-1970) في إطار التعاون الثقافي.
عمل كأستاذ باحث في جامعة لوميير/ليون الثانية من 1970 إلى 1993، وبعد ذلك أصبح أستاذًا لتاريخ العالم الإسلامي المعاصر في جامعة باريس 1 بانتيون السوربون . بين عامي 2002 و2006، كان مديرًا لمعهد دراسة الإسلام ومجتمعات العالم الإسلامي (IISMM) التابعلكلية الدراسات المتقدمة في العلوم الاجتماعية و أصبح أستاذاً فخرياً منذ تقاعده في سبتمبر 2006.

## تلفزيون
في عام 2017، شارك في برنامج أسرار التاريخ المخصص للسلطان إسماعيل، بعنوان "مولاي إسماعيل: ملك الشمس لألف ليلة وليلة"، الذي بث في 20 يوليو 2017 على قناة فرانس 24.

## مؤلفاته
- تاريخ المغرب، باريس، (فايارد، 2012).[4]
- لقد تركتنا... الظهور والاختفاء في سجل "لوموند"، بالاشتراك مع فرانسواز ريفيه، باريس، (أرماند كولان، 2009).
- المغرب العربي في مواجهة الاستعمار، باريس، (هاشيت للأدبيات، 2002) (أعيد نشره في سلسلة Pluriel، عامي 2003 و2009).
- المغرب من ليوطي إلى محمد الخامس: الوجه المزدوج للحماية، باريس، (دونوال، 1999) (أعيد نشره من قبل منشورات باب أنفا، الدار البيضاء، 2004).
- ليوطي وإرساء نظام الحماية الفرنسية في المغرب 1912-1925، (لارمتان، 1988)، في ثلاثة أجزاء (أعيد طبعه في 1996 و2002).
- شخصية غير مفهومة في مسار إنهاء الاستعمار: الجنرال إدوار ميريك (1901-1973)، (بوشين، 2015، ISBN 978-2-35676-042-5).
- هنري دي كاستريس (1850-1927): من حي سان جيرمان إلى المغرب، أرستقراطي متعاطف مع الإسلام في ظل الجمهورية، (كارتالا، 2021).
- الإسلام والسياسة في القرن العشرين، (لا ديكوفرت، سلسلة Repères، 2022).- ( جائزة المارشال لويس-هوبير ليوطي لعام 2016 من أكاديمية العلوم لما وراء البحار).

## تنسيق المؤلفات الجماعية
- كراسات التاريخ (مجلة اللجنة التاريخية لمنطقة الوسط الشرقي)، المجلد XXXI، العدد 3-4، 1986، حرب الجزائر.
- لجنة فرنسا-المغرب: الشبكات الفكرية والتأثيرات في مواجهة الأزمة المغربية (1952-1955)، كراسات معهد تاريخ الزمن الحاضر، العدد 38، ديسمبر 1997.
- علم الاجتماع الإسلامي عند روبرت مونتاني، باريس، دار Maisonneuve et Larose، سنة 2000، بمشاركة فرانسوا بويون.
- القرن العشرون، مجلة التاريخ، العدد 82، الإسلام والسياسة في البحر الأبيض المتوسط خلال القرن العشرين، أبريل-يونيو 2004.
- مقاربات الإسلام: التاريخ، الأعمال، الواقع (أعمال الجامعة الخريفية التي نظمتها الإدارة العامة للتعليم الثانوي وأكاديمية فرساي في 24-26 أكتوبر 2005)، أعمال DGESCO، 2007.
- الهوية والعالمية في الإسلام المعاصر (أعمال اليوم الدراسي الذي نظمه المعهد الدولي للفكر الإسلامي وIISMM-EHESS، 11 يونيو 2005)، باريس، IIIT France/IISMM-EHESS، بمشاركة محمد مستيري.
- القرن العشرون، مجلة التاريخ، العدد 103، يوليو-سبتمبر 2009، الشرق الأوسط: بؤر، حدود، وانقسامات، بمشاركة ليلى دخلي وفنسنت ليمير.